# Dinos du Peintre de la Gorgone

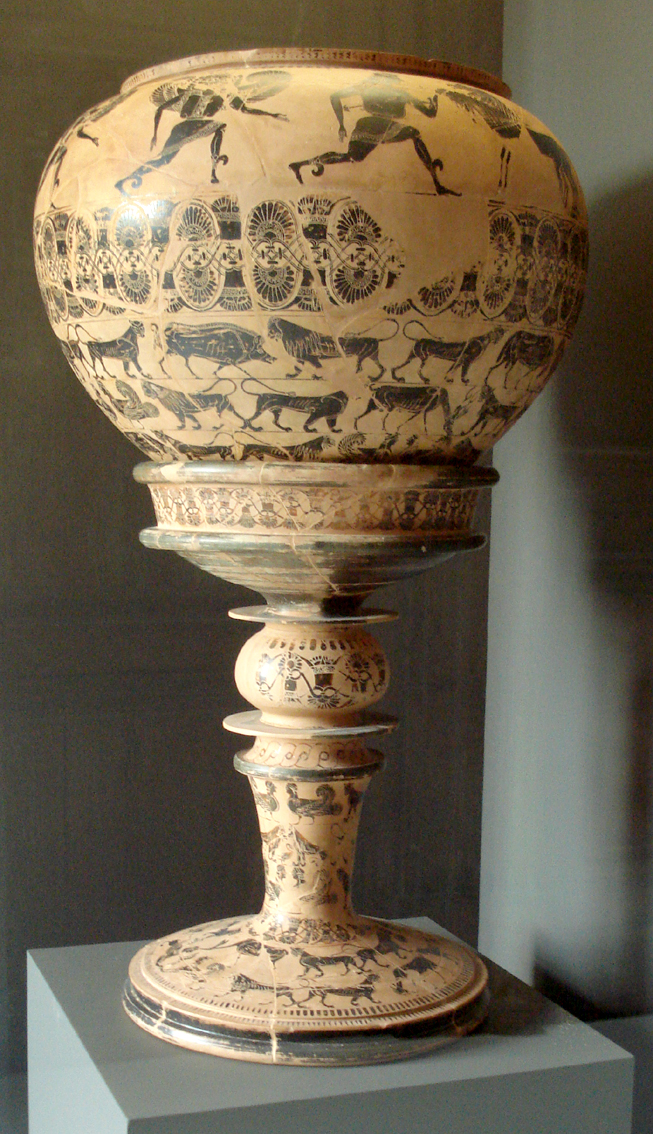
Le dinos et son piedestal, collection Campana, musée du Louvre (E 874)

Le dinos du Peintre de la Gorgone est une importante céramique grecque antique, produite à Athènes vers 580 av. J.-C. Elle est entrée dans les collections du musée du Louvre en 1861 avec l'achat de la collection Campana (Inv. E 874).
Cette œuvre magistrale, d'une hauteur totale de 93 cm, où sont représentées des Gorgones, a donné son nom au peintre anonyme qui l'a décorée, celui-ci étant désigné comme le Peintre de la Gorgone.

## Origine
Ce dinos, un vase de banquet de grande contenance où l'on mélangeait l'eau et le vin, est constitué de deux parties, la vasque et le piédestal mouluré sur lequel elle repose. Cet ensemble est assez rarement rencontré, sa fabrication s'inspire de modèles plus souvent réalisés en bronze. Bien qu'il ne fasse aucun doute que cette céramique ait été fabriquée dans un atelier athénien, l'endroit de sa découverte reste inconnu. Elle a appartenu à la collection de Giampietro Campana, on peut supposer que celui-ci l'ait achetée à des fouilleurs clandestins d'Étrurie. Il est fort peu probable qu'elle ait été découverte en Grèce.

## Le décor peint

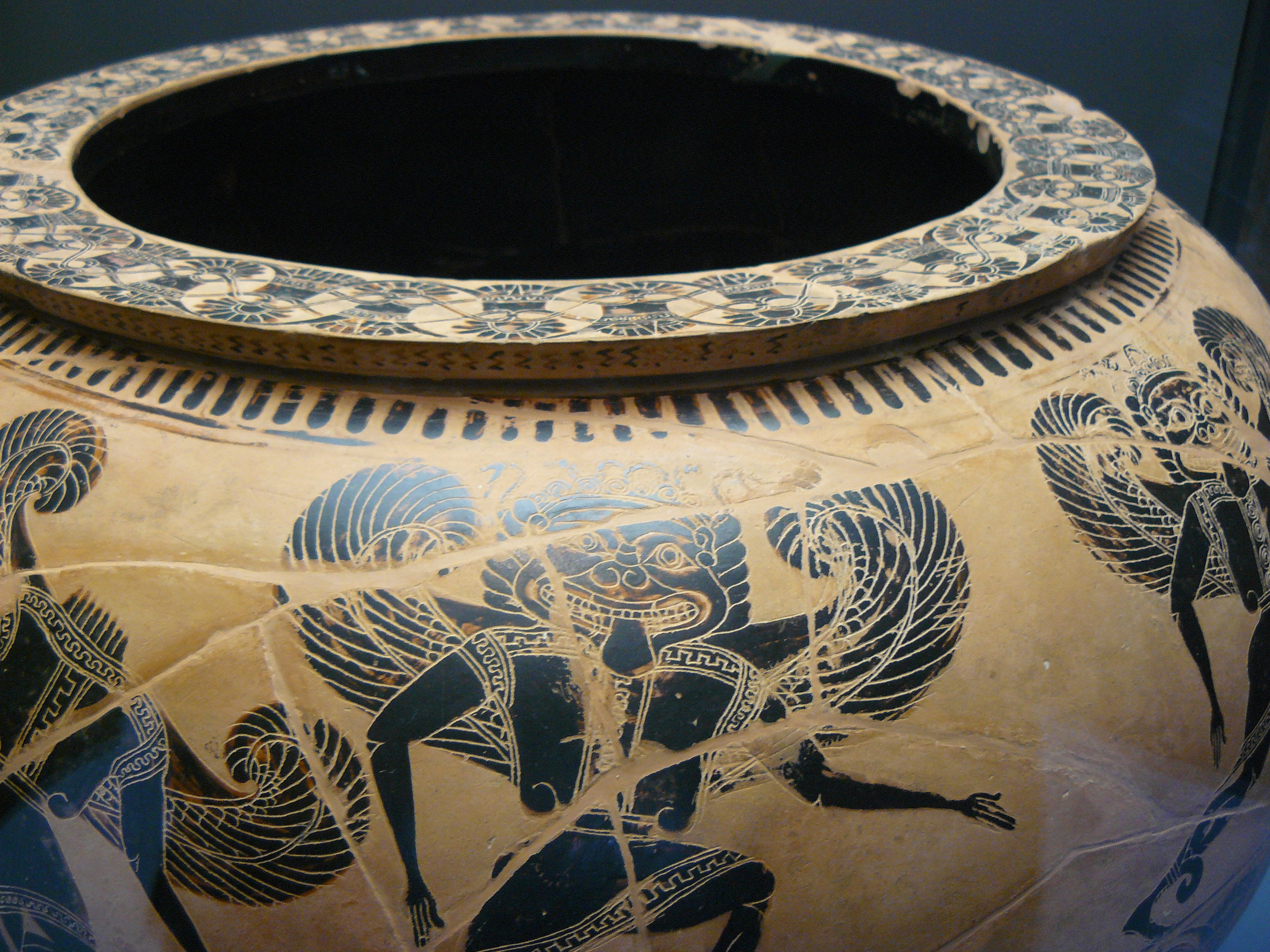
Détail : registre supérieur, une Gorgone ailée

L'ensemble de la céramique est décorée selon la technique à figures noires, avec des rehauts d'ocres et des incisions délimitant les motifs. La majeure partie des registres décoratifs sont constitués de frises de palmettes, ou d'animaux enlacés suivant la tradition corinthienne. Le piédestal, très mouluré, est recouvert de frises présentant divers animaux, lions, vaches, cervidés, mêlés à des créatures fantastiques comme des sirènes et des sphinx. 
La vasque proprement dite développe un décor sur trois registres superposés, le premier commence par une hélice en spirale sur le fond arrondi et se poursuit par quatre rondes d'animaux superposées, le registre central est un bandeau de palmettes décoratives entrelacées. Le registre supérieur, le plus intéressant, présente le premier exemple connu de frise entièrement figurée et narrative de la production de céramique de l'époque. Il met en scène l'épisode mythologique de Persée fuyant les Gorgones après qu'il a tué leur sœur, Méduse. Des dieux assistent à la scène : Hermès reconnaissable à son pétase et une femme, sans doute Athéna. Sur l'autre côté, une scène de bataille entre plusieurs hoplites montés sur des chars.

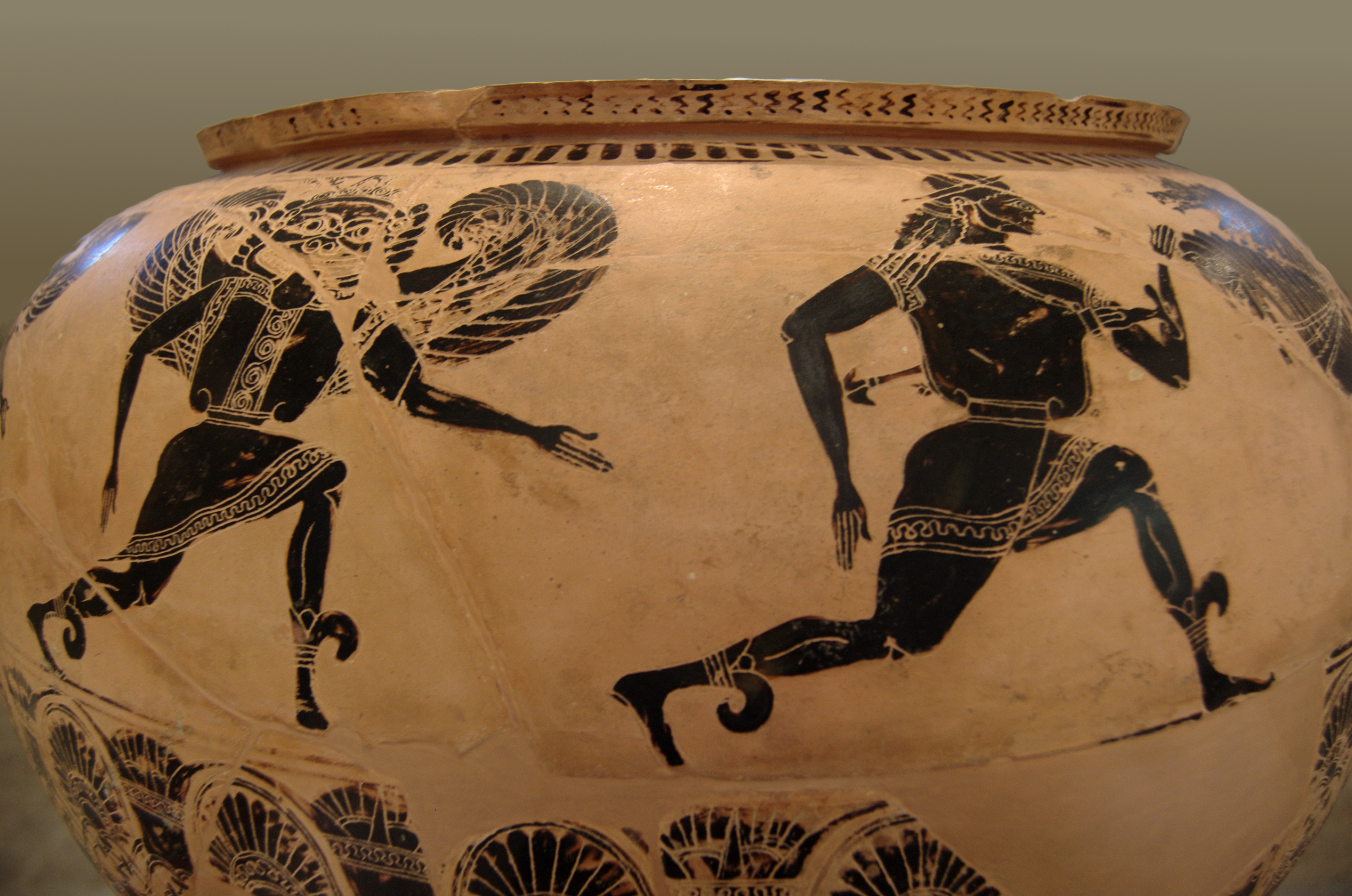
Détail : registre supérieur, Persée poursuivit par la Gorgone

L'artiste qui réalisa ce décor, dont on ne connait pas le nom, était un élève du Peintre de Nessos, le plus ancien représentant de la technique des figures noires attiques. « Il lui a d'ailleurs emprunté, en le développant, le thème des Gorgones. Avec cette frise entièrement narrative et dépourvue de tout élément décoratif, le Peintre de la Gorgone annonce l'essor de la production attique qui se dégagera progressivement de l'influence corinthienne au cours du second quart du VIe siècle av. J.-C.»

## Autres dinoi antiques
Le British Museum possède deux dinoi remarquables du peintre et potier Sophilos qui est le premier potier attique à signer ses œuvres. Il s'agit de deux dinoi sur pieds à figures noires, vers 580 av. J.C. qui sont illustrés par la scène des noces de Pelée et Thétis. On y retrouve la même influence corinthienne que pour le Peintre de la Gorgone dans le traitement des décors annexes ponctués d'animaux divers. Cependant, les pieds sont plus massifs et les vasques proportionnellement plus petites.